# Felice di Como
San Felice di Como (metà IV secolo – Como, 8 ottobre 391) è stato un vescovo e santo romano, primo vescovo di Como, predecessore di Provino, Amanzio e Abbondio. La Chiesa cattolica lo festeggia come santo l'8 ottobre.

## Biografia

### La missione evangelizzatrice di Ambrogio
Ambrogio, vescovo di Milano dal 374 al 397, consacrò Felice vescovo il 1º novembre 386 e lo inviò ad evangelizzare il vasto municipium di Como. Ciò che fa della Chiesa di Milano la "Chiesa Madre" della Chiesa di Como.
Il tentativo del grande vescovo milanese coincise con i momenti della definitiva affermazione del cristianesimo, quando, ormai, le autorità centrali dell'Impero offrivano il proprio pieno sostegno alla Chiesa: nel 380, con l'editto di Tessalonica, Teodosio I lo proclamò religione di Stato, nel 381 il concilio di Aquileia si pronunciò contro l'arianesimo, nel 391 sempre Teodosio I emise i decreti, che proibivano i culti pagani. Conquistate le metropoli, il momento era dunque politicamente favorevole per raggiungere l'enorme provincia dell'impero. Ciò era tanto più importante nella regione della capitale imperiale, inclusi i laghi e le vallate prealpine ed alpine, ancora saldamente pagane.
La missione di Felice somiglia a quella affidata, alcuni anni prima, a San Bassiano, vescovo di Lodi, un altro stretto collaboratore di Sant'Ambrogio, che venne inviato in quella città col fine di dare nuova energia alla evangelizzazione. Bassiano, come Felice, fonderà la prima basilica di Lodi, come Felice la edificherà fuori dalle mura. La rilevante differenza è che Bassiano era vescovo sin dal 373 e che aveva avuto almeno un predecessore.

### I rapporti di Felice con Ambrogio
I rapporti con Sant'Ambrogio certamente non vennero meno, come dimostrano, se necessario, tre sopravvissuti episodi: nel 387 Felice consacrò, al fianco del grande vescovo, la prima basilica di Lodi, voluta da Bassiano. In data incerta, Sant'Ambrogio gli affidò le reliquie dei martiri Nabore e Felice, legionari africani decapitati a Lodi attorno al 303, ai tempi della persecuzione di Diocleziano. Il vescovo Felice le trasmise alla comunità di Griante. Due lettere di Sant'Ambrogio a Felice sembrano suggerire un vero e proprio rapporto di amicizia ma, soprattutto, è significativo che esse siano state ritenute degne di conservazione.

### La protocomunità cristiana di Como
La missione di Felice ricalcava quella affidata, alla fine del III secolo, dal predecessore di Ambrogio, Materno a San Fedele. Questi doveva aver conseguito qualche successo, tanto che attorno al 303, allorché giunsero a Milano alcuni sopravvissuti alla decimazione della Legione Tebea, San Fedele li aveva fatti fuggire con sé a Como. Qui Alessandro era stato arrestato, mentre Carpoforo, Cassio, Essanto, Severo, Secondo e Licinio vennero martirizzati, seguiti, a breve distanza dallo stesso Fedele.
La confidenza di San Fedele Martire sembra testimoniare la presenza di una comunità locale, già ai tempi delle persecuzioni di Diocleziano e Massimiano Erculeo del 303-305. La pressione repressiva, d'altra parte, si sarebbe esaurita di lì a pochi anni, nel 313 con l'editto di Milano. Ma si dovette trattare di una mera comunità di fedeli, addirittura priva di diaconi, come sembrano suggerire le considerazioni di Ambrogio, nelle due conservate lettere a Felice, relative incontrate dal nostro nel far celebrare adeguatamente la messa.

### Ilmunicipiumdi Como
Il municipium di Como dominava una area assai vasta, che comprendeva il lago di Como, la Valtellina, il Ticino, l'alto varesotto ed includeva le valli ed i passi dello Spluga e del Settimo (ovvero una delle principali vie di comunicazioni fra Milano, capitale d'Occidente proprio dai tempi di Massimiano Erculeo, e le provincie retiche e danubiane).
La città, rifondata da Gaio Giulio Cesare nel 77 a.C., disponeva di mura (ristrutturate proprio da Diocleziano in forma monumentale con l'imponente Porta Praetoria), terme, teatro, aveva dato i natali a Plinio il Vecchio (autore della Naturalis historia), Plinio il Giovane (pupillo dell'imperatore Traiano ed al poeta Cecilio, fu sede di un praefectus classis (ricordato dalla Notitia Dignitatum, del V secolo d.C. e da Cassiodoro).

### L'ordinazione di Felice
Si è molto discussa la data dell'ordinazione di san Felice. Il Giovio la collocò "verso il 380", il Ballarini nel 379. Altri, tra i quali il filologo germanico Maximilian Ihm, notando l'assenza di Felice al Concilio di Aquileia del 381 e la sua presenza invece al concilio di Milano del 390, la collocano tra queste due date. Soccorre una lettera di Ambrogio a Felice, che fa riferimento alla giornata del 1º novembre. Tenuto conto della circostanza che le ordinazioni avveniva sempre di domenica, l'unica domenica 1º novembre fu quella del 386. Dal che discende la più probabile identificazione della data.
In ogni caso, si tratta di una data relativamente tarda, rispetto all'insediamento delle altre diocesi nelle città dell'Italia Settentrionale (Milano aveva un vescovo già dalla metà del III secolo, Brescia dagli inizi dei IV). Ciò è tanto più vero, per l'enorme contado del municipium romano e le vallate che conservarono a lungo il tradizionale paganesimo.

### La prima evangelizzazione della Lombardia centro-settentrionale
Le lettere di Sant'Ambrogio descrivono Felice intento principalmente nella predicazione della Parola. Ma il nostro doveva essere anche un organizzatore, tanto che uno dei suoi primi atti fu il recupero delle spoglie dei protomartiri del 303. Per ospitarli degnamente edificò la chiesa basilica della diocesi, l'attuale San Carpoforo, edificata sul luogo (e, probabilmente, utilizzando le strutture) del preesistente tempio dedicato a Mercurio. Quivi pose, secondo la tradizione, la residenza vescovile.
La scelta del luogo appare, al contempo, segno di forza e di debolezza: di forza, in quanto la costruzione della chiesa implicava l'eliminazione del culto preesistente (anche se le forme del culto tradizionale avevano ormai perso importanza a favore di altre divinità orientali). Di debolezza, in quanto il luogo appare assai discosto dalla città romana (che coincide con l'attuale città murata), e tale vincolo si protrasse a lungo, tanto che non si conoscono edifici paleocristiani in città, salvo l'assai più tarda Chiesa di Santa Eufemia (oggi San Fedele) ed un sacello quadrilobato, oggi del palazzo vescovile di origine e datazione, però, assai controversa (dal V all'XI secolo). L'area scelta da Fedele per l'edificazione della prima basilica, però, coincideva con il tracciato della Via Regina, la principale arteria di comunicazione, che correva esterna alle mura. L'area era occupata da una grande necropoli e, quindi, non poteva certo dirsi estranea agli interessi della comunità, rappresentandone, anzi, una sorta di area sacra.
È impossibile affermare se tale scelta fosse deliberata o, più probabilmente, vincolata dalla impossibilità, per una comunità di recente installazione, di acquisire ed occupare un terreno più centrale. In ogni caso si trattò di una duratura eredità lasciata da Felice alla sua diocesi, tant'è che Provino edificò una seconda chiesa dei (Santi Gervaso e Protaso, distrutta il secolo scorso) solo un poco più vicino alla città murata romana e Amanzio una terza (SS. Pietro e Paolo circa 1.000 metri fuori le mura, oltre il fiume Cosia, lungo la Via Regina, lì dove oggi sorge Sant'Abbondio.

### Il consolidamento nella città
A parte l'insediamento nella sede del municipium, difficilmente Felice avrà potuto disporre di un piano di evangelizzazione preordinato e sistematico.
Certamente Felice poteva contare sulla comunità formatasi in città, e da qui inviava missionari nella vastissima provincia. Ma è dubbio che la formazione di tali evangelizzatori fosse adeguata, come traspare da un passo di Ambrogio il quale lamentava la (generale) mancanza di diaconi. In una delle due lettere, conservate, a Felice, Ambrogio è più preciso: nel rallegrarsi per le molte persone che a Como avevano già cominciato ad accogliere la fede, lo invitava a sperare dal Signore anche dei ministri che lo potessero aiutare nell'azione evangelizzatrice. «Chi ha dato i fedeli, darà anche i collaboratori perché il Signore è capace di mandare operai nella sua messe». Un chiaro riflesso di tale situazione traspare dalla circostanza che, a lungo, San Carpoforo rimase l'unico fonte battesimale a cui i neofiti potevano essere battezzati.
D'altronde la città offriva una popolazione relativamente eterogenea, come è normale in impero multinazionale ed in un borgo commerciale, chiave di importanti vie di traffico. La Legione Tebea era stanziata in oriente e, quindi, i protomartiri verosimilmente di area ellenistica. Così l'autore della più antica epigrafe conservata nella Basilica di San Carpoforo (tuttora in loco) redatta in greco nel 401 per la sepoltura di un siriaco: «qui giace Annulei (?), di buona sorte fra tutti, figlio di Arbelos, del villaggio di Achemenos nel territorio di Apamea. Vissuto poco più di 60 anni, morì sotto il consolato dei chiarissimi Vicentio e Fravitta, nel quinto giorno prima delle calende di novembre [ovvero il 28 ottobre 401]».

### L'evangelizzazione delle valli e nelle campagne
È, quindi, possibile che Felice si sia anzitutto concentrato su gruppi sociali provenienti da regioni già in precedenza evangelizzate. Ma certamente non si disinteressò degli autoctoni. Nemmeno fuori città, come sembra suggerire il citato episodio della donazione delle reliquie dei martiri Nabore e Felice alla comunità di Griante: Felice compì, comunque, alcuni tentativi per insediare comunità stabili nella provincia e, d'altra parte, attribuiva a tali tentativi sufficiente importanza da "spendere" delle reliquie così prestigiose. La gran parte delle successive comunità tuttavia, sembra risalire ai successori di Felice, piuttosto che al primo vescovo medesimo. Anche l'organizzazione plebana (ovvero per pievi) ricalcata in età carolingia, deve essere fatta risalire ai successori di Felice, a cominciare da Provino, e registrò i primi duraturi successi con Abbondio). Solo allora, la Chiesa di Como seppe stendere la propria organizzazione ecclesiastica sulle vie che da Como, attraverso il lago di Lugano, Bellinzona e la Valtellina, conducono ai passi alpini (Lucomagno, Spluga, Maloja, Bernina, Stelvio, Settimo). Tale esperienza fu, d'altronde, comune a tutte le diocesi dell'Impero, come dimostra il nome stesso di "paganesimo", che deriva esattamente da pagus (villaggio), ovvero quelle campagne ove permanettero, assai più a lungo che nelle città, le tradizionali forme religiose.

### La formazione dei diaconi
Certamente Felice seguiva Ambrogio nell'attribuire enorme importanza alla formazione dei diaconi. Un significativo indizio riguarda la successiva cooptazione dei primi vescovi di Como: Felice fu coadiutore di Ambrogio, prima di essere ordinato vescovo, così come Provino fu coadiutore di Felice e Abbondio di Amanzio. Quest'ultimo fece eccezione, forse, in quanto dignitario imperiale e parente per parte di madre (forse nipote) di Teodosio II.

### Morte e sepoltura
Felice morì l'8 ottobre 391. Si fece seppellire accanto ai protomartiri Carpoforo, Cassio, Essanto, Severo, Secondo e Licinio. Si trattò di una decisione in parte obbligata (in quanto San Carpoforo costituiva la sua unica chiesa), in parte opportuna, in quanto segnalava in modo visibile il legame della neonata Diocesi di Como con la testimonianza del Cristo offerta dal sangue dei martiri: un richiamo quanto mai utile in un'epoca in cui la Chiesa aveva ormai il pieno appoggio del potere politico (si era, infatti, lontani dalla rinnovate persecuzioni operate dagli Ostrogoti ariani e dai Longobardi pagani). Una decisione simile, infatti, avrebbe assunto Ambrogio, morto nel 397, quando si fece inumare nella Basilica di San Gervasio e Protasio accanto ai due martiri.

## Culto
La Chiesa cattolica lo festeggia come santo l'8 ottobre:
(Martirologio Romano)